# Brezje pod Nanosom
Brezje pod Nanosom (Duits: Bressiach) is een plaats in Slovenië en maakt deel uit van de gemeente Postojna in de NUTS-3-regio Notranjskokraška. De plaats telde 46 inwoners op 1 januari 2020.